# Lasioglossum timothyi
Lasioglossum timothyi är en biart som först beskrevs av Jason Gibbs 2010. Den ingår i släktet smalbin och familjen vägbin. Arten finns i södra Kanada till mellersta och östra USA.

## Beskrivning
Huvud och mellankropp är blågröna med mörkbruna antenner, vars yttre del har en gulbrun till rödbrun undersida hos hanen. Munskölden delad i ett övre, mörkbrunt fält, och ett undre, bronsfärgat. Bakkroppssegmenten är rödbruna till gulbruna. Behåringen är vitaktig, och täcker inte helt underlaget Arten är liten: Hos honan är kroppslängden 5,7 till 6,5 mm, och framvingen är 4,1 till 4,4 mm lång. Hanen har en kroppslängd på nästan 6 mm, och en vinglängd på 3,8 till 4,5 mm.

## Utbredning
Utbredningsområdet omfattar södra Kanada från Manitoba österut samt USA från South Dakota till Maine och söderut till Illinois och North Carolina.

## Ekologi
Lasioglossum timothyi förekommer i lövskogsområdena i södra Kanada och vidare söderut, på prärier, i kustområden nära Atlanten och i den boreala ecozonen på den kanadensiska skölden. Den flyger till ljungväxter som amerikanskt blåbär, och rosväxter som hallonsläktet.

## Etymologi
Auktorn, Jason Gibbs, har uppkallat biet efter sin far Timothy Gibbs.